# توماس إتش سكوت
توماس إتش سكوت (بالإنجليزية: Thomas H. Scott)‏ هو مهندس معماري أمريكي، (و. 1865 – 1940 م).